# Balthasar Gérard
Balthasar Gérard, * 1557, Vuillafans, Franche-Comté, Španija (danes Francija), † 14. julij 1584, Delft, Nizozemska republika.
Balthasar Gérard je 10. julija 1584 s pištolo izvedel atentat na Viljema Oranskega, vodjo nizozemskega upora proti španski nadoblasti. Viljem naj bi bil prvi državnik, ki je bil umorjen s pištolo.

## Življenje
Balthasar Gérard se je rodil 1557 v vasi Vuillafans (Franche-Comté) v današnji Franciji. Prihajal je iz katoliške družine z 11 otroki in bil velik občudovalec španskega kralja Filipa II., saj je takrat ta del Francije pripadal Španiji. Študiral je pravo na Univerzi v Dolu. Kot goreč katolik, je že pred nagrado Filipovo nagrado za uboj Viljema Oranskega, je sošolcem na univerzi napovedal, da bo ubil Viljema, ki je po njegovem bil izdajalec španske krone in katoliške vere. Viljem je bil namreč protestant in vodja nizozemskih upornikov v boju proti Španiji.
Leta 1580 je Filip razglasil Viljema za zločinca in ponudil 25 000 kron tistemu, ki ga ubije. Gérard je za nagrado zvedel 1581 in se dokončno odločil, da bo Viljema ubil. Zato je odpotoval na Nizozemsko, kjer se je pridružil španski vojski v upanju, da se bo v eni od bitk uspel približati Viljemu, kar pa se ni zgodilo. Zato je 1584 zapustil vojsko in odšel v Trier. Tam je svoj načrt predstavil jezuitom, toda neki jezuit ga je prepričal, naj spremeni načrt in odide k vojvodi Parma. Njemu je predstavil svoj načrt, vojvoda sprva ni najbolj navdušen nad njegovo idejo, a je po posvetovanju s svetovalci le privolil.

### Atentat
Balthasarja je dodelil Christoffelu d' Assonlevillu, s katerim sta nato dokončala načrt atentata. Gérard je od vojvode zahteval tudi odvezo, za življenje s heretiki in ateisti, s katerimi se bo moral družiti med izvajanjem svojega načrta. Prosil je tudi za 50 kron, ki pa jih ni dobil. Assonlevillu je zagotovil, da jih bo sam zagotovil in da bodo v 6 tednih slišali za njega. Assonleville mu je tudi zagotovil, da bo, če mu uspe, kralj izplačal nagrado, ki jo je obljubil. Tako je spet odpotoval na Nizozemsko, tam se je maja 1584 Viljemu predstavil kot francoski plemič in mu v dokaz dal pečat grofa Mansfelt. Pečat naj bi omogočal ponarejanje sporočil-Viljem je Gérarda poslal nazaj v Francijo z nalogo, naj pečat preda njegovim francoskim zaveznikom.
Prva priložnost, ki jo je imel za umor, je splavala po vodi, saj je bil nepripravljen in ni imel načrta za pobeg. Takrat je bil Viljem neoboroženih in sam v postelji. Tako je čakal na drugo priložnost. 8. julija se je sprehajal na dvorišču in si ogledoval prostore. Stražar ga vprašal, zakaj je na dvorišču. Opravičil se mu je češ, da v svojih oguljenih oblačilih in čevljih ne more v cerkev, ki je bila v bližini. Stražar ni ničesar posumil in uredil, da je Balthasar dobil 50 kron. Za ta denar je naslednji dan od nekega vojaka kupil par pištol.
Viljem se je vzpenjal po stopnicah v drugo nadstropje, da bil govoril z valižanskim najemnikom Rogerjem Williamsom, ki je pokleknil pred njim. Viljem je položil roko na njegovo glavo. V tem trenutku pa je Gérard skočil iz temnega kota in trikrat ustrelil v Viljema, ki se je zgrudil. Na pomoč je prehitela njegova sestra, vendar je bilo zanj prepozno. Viljemove zadnje besede naj bile: Mon Dieu, ayez pitié de moi et de mon pauvre peuple (Naj ima Bog milost zame in za moje uboge ljudi).
Gérard je pobegnil skozi stranska vrata in tekel čez ozek pas, pri čemer ga je zasledoval Roger Williams. Gérard je skorajda dosegel okope, iz katerih je nameraval skočiti v jarek. Na drugi strani ga je že čakal pripravljen osedlan konj. Mehur prašiča okoli njegovega pasu naj bi mu pomagal ostati na gladini. Vendar se je spotaknil čez kup smeti. Strežnik in stražar, ki sta lovila, sta ga tako ujela. Ko sta ga ozmerjala z izdajalcem, je Gérard odvrnil: Jaz nisem izdajalec, sem zvest služabnik svojega gospodarja. Katerega gospodarja? Sta nadaljevala. Odgovoril je: Moj gospodar in poveljnik, kralj Španije. Medtem je prišlo več stražarjev, ki so odvlekli nazaj v hišo, pri čemer je bil deželen številnih udarcev s pestmi in konci mečev. Med klepetom stražarjev je prepričan, da je slišal, da je Viljem še vedno živ, je zavpil: Prekleta bodi roka, ker si zgrešila.

### Mučenje in usmrtitev
V hiši so ga nemudoma zaslišali, kasneje so zaslišali še mestni sodniki. Med zasliševanjem po poročilih ni pokazal ne obupa ali kesanja, razen dokaj tiho veselje, kot David, ki je ubil Goljata iz Gota. Sodniki so določili, da mora biti Gérardova desna roka izžgana z razbeljenim železom, meso mora biti strgano iz telesa na šestih mestih s kleščami, razčetverjen mora biti živ, njegovo srce mora biti iztrgano iz prsnega koša in zalučano v njegovo glavo. Na koncu pa mu mora biti odsekana glava.
V prvi noči v zaporu so ga privezali na drog in ga bičali. Po bičanju so njegove rane namazali z medom in pripeljali kozo, da bi s svojim ostrim jezikom polizala med. Vendar se koza ni hotela dotikati njegovega telesa. Po tem in drugih mučenjih so ga pustili z zvezanimi rokami in nogami kot žogo, tako da je težko spal. V naslednjih treh dneh, je bil večkrat zasmehovan in obešen na drogu z zvezanimi rokami na hrbtu. Mučili so ga tudi tako, da so mu na vsako nogo pol ure zvezali 300 metričnih funtov (150 kg) težko utež. Nato so mu obuli naoljene čevlje, izdelane iz neobdelane kože psov. Čevlji so bili za dva prsta krajši od njegovega stopala. V takem stanju so ga postavili pred ogenj. Ko so se čevlji ogreli, so se začeli krčiti in začeli drobiti stopala od znotraj. Ko so čevlje odstranili, je bila skupaj z njimi odtrgana tudi njegova na pol pečena koža. Po poškodbi njegovih nog so mu ožigosali ramena. Potem so mu oblekli srajco prepojeno z alkoholom. Nato je bil polit z maščobo pečene slanine in žeblje so mu zataknili med meso in njegove nohte na nogah in rokah. Za Gérarda pravijo, da je bil ves čas mučenja miren. Usmrčen je bil 14. julija 1584.

### Izplačilo nagrade
Filip II. je Gérardovim staršem namesto nagrade 25 000 kron, podaril tri posestva v Lievremont, Hostal, in Dampmartin v pokrajini Franche-Comté, ter družino povzdignil med plemstvo. Kasneje je Filip posestva ponudil Filipu Viljemu Oranskemu, pod pogojem, da knez plačuje določen del najemnine družini morilca svojega očeta. Ponudba je bila seveda zavrnjena. Posestva so tako ostala v lasti družine Gérard. Po Balthasarju Gérardu je danes poimenovana ulica v njegovi rojstni vasi.